# Endodontie
 (juillet 2024).
Si vous disposez d'ouvrages ou d'articles de référence ou si vous connaissez des sites web de qualité traitant du thème abordé ici, merci de compléter l'article en donnant les références utiles à sa vérifiabilité et en les liant à la section « Notes et références ».
L'endodontie est la partie de l'odontologie qui traite de l'intérieur de la dent. Elle consiste dans la prévention, le diagnostic et le traitement des maladies de la pulpe dentaire et des infections péri-apicales (dans l'os autour des racines).
Le dentiste réalise le traitement endodontique (dévitalisation) d'une dent lorsque celle-ci ne peut plus être gardée vivante, soit parce qu'elle est déjà nécrosée, soit parce qu'elle risque de le devenir.

## Description
L'endodontie ou traitement canalaire concerne les parties molles de la dent dont le canal des nerfs.

## Traitement endodontique

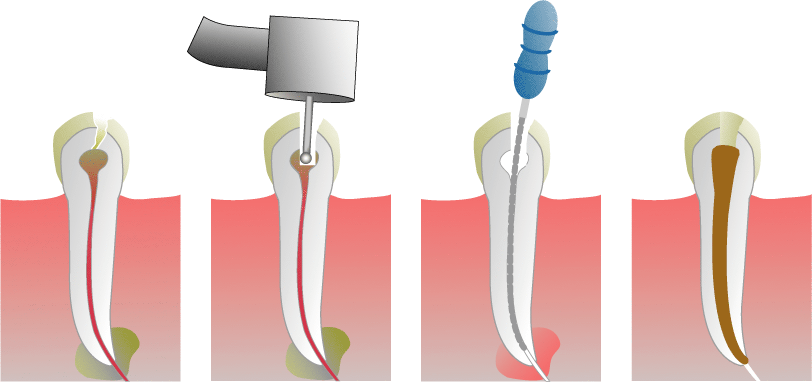
Les différentes étapes du traitement endodontique (prémolaire).

Les différentes étapes du traitement endodontique (molaire).

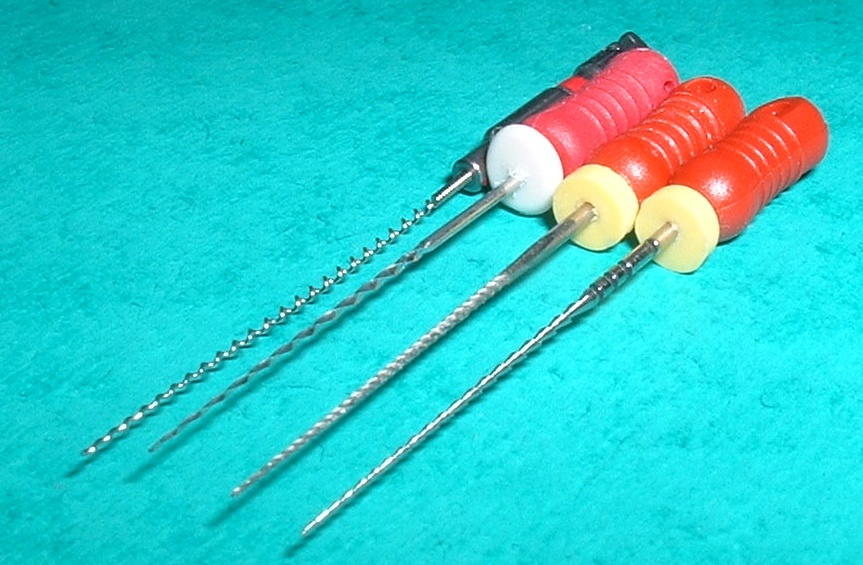
Quelques limes endodontiques.

Le traitement endodontique consiste à :
- éliminer ce qui reste de tissus vivants infectés ou potentiellement infectés à l'intérieur de la dent (pulpe dentaire) ;
- bien nettoyer l'intérieur de cette dent, par une action mécanique : grattage de la surface intérieure des canaux pulpaires (à l'aide de limes endodontiques manuelles ou mécaniques), associée à une action chimique : irrigation avec de l'hypochlorite de sodium (eau de Javel diluée à 3 %), qui est le désinfectant le plus efficace ;
- mettre en forme la lumière canalaire jusqu'au foramen apical, à l'aide de limes manuelles ou de limes mécanisées afin que la solution d'irrigation pénètre partout ;
- sécher le système canalaire ;
- réaliser l'obturation canalaire, le plus souvent à l'aide de gutta-percha chauffée ou froide, liée aux parois dentinaires avec un ciment canalaire (le plus souvent un mélange d'oxyde de zinc et d'idothymol, appelé pâtes de Roy).

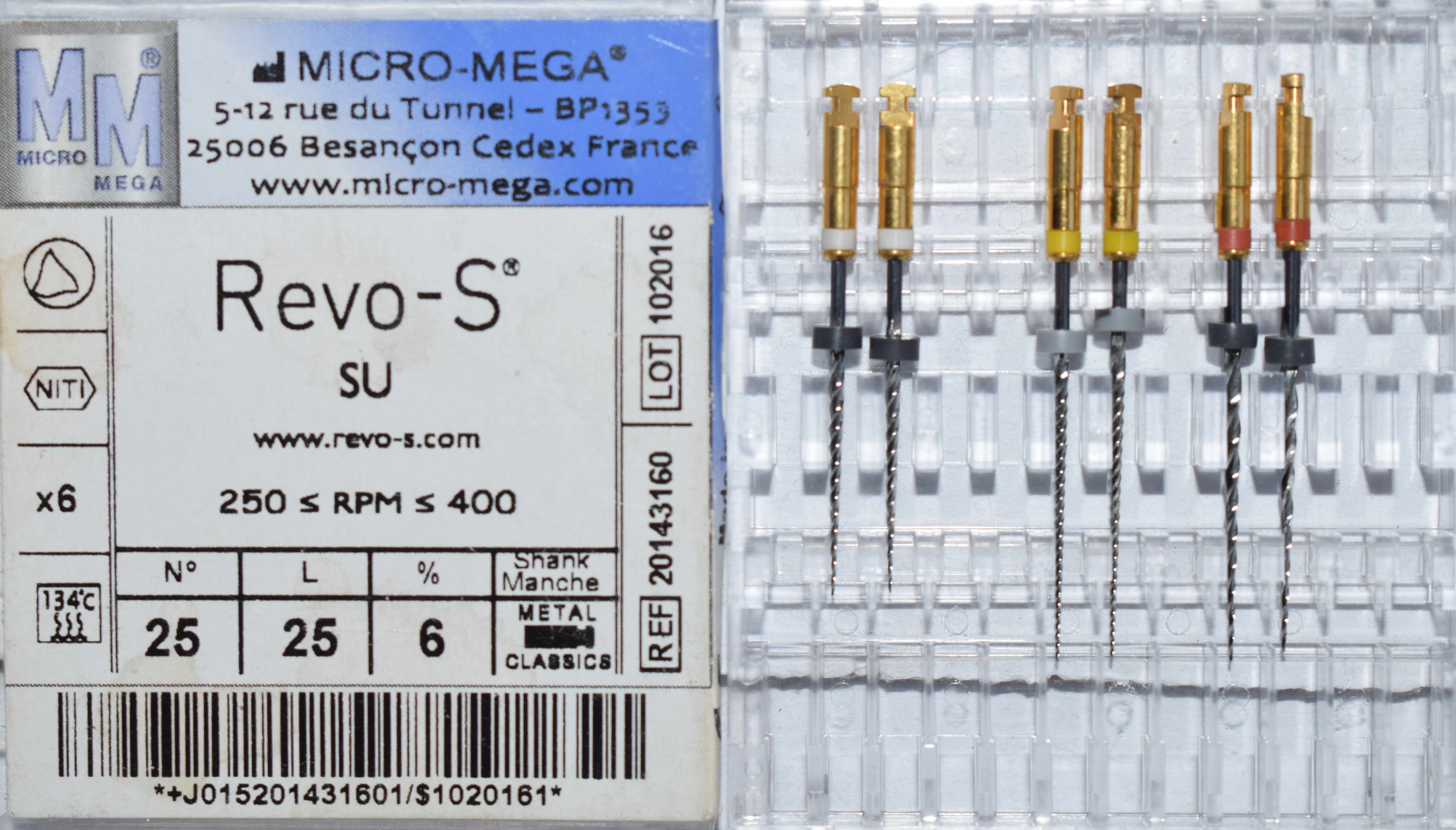
Les instruments rotatifs en NiTi.

Pour cela le dentiste réalise généralement une anesthésie locale, pour que le geste ne soit pas douloureux (la dent, même partiellement nécrosée, restant généralement sensible). Une ouverture adéquate est réalisée au niveau de la face occlusale de la dent, pour accéder à la pulpe camérale et radiculaire.
Ensuite il faudra reconstituer la dent, soit avec une obturation coronaire si cette dent n'est pas trop délabrée, soit par une reconstitution prothétique (couronne) si elle est trop délabrée, afin d'assurer l'étanchéité du traitement et éviter que la racine ne soit recolonisée par les bactéries.

## Pathologies pulpaires

### Pulpite
- Pulpite réversible

Des stimuli tels que le chaud et le froid entraînent des changements vasculaires (hyperémie). Quel que soit le stimulus, la pulpe réagit au niveau vasculaire et cellulaire. Un stimulus bref et pas trop important entraîne des changements vasculaires éphémères, réversibles. Le degré de réponse pulpaire augmente proportionnellement au stimulus. Les stimuli n'entraînent pas toujours de douleur ; les réactions sont souvent asymptomatiques.
- Pulpite irréversible

Une pulpe qui a subi une altération au-delà de son potentiel réparateur ne peut plus cicatriser, même si le stimulus disparaît. Par ailleurs dès que des bactéries atteignent le tissu pulpaire, la pathologie devient irréversible.
Symptômes : douleurs spontanées amplifiées par la position allongée, douleurs nocturnes, pulsatiles. Les douleurs peuvent durer très longtemps et ne pas céder aux antalgiques ni aux anti-inflammatoires.

### Nécrose
La nécrose signifie que la dent est morte. Elle accompagne tous les phénomènes inflammatoires. La vitesse de survenue de la nécrose dépend de plusieurs facteurs :
- durée et sévérité de l'agression ;
- étendue du processus carieux ;
- importance de la circulation collatérale.

## Pathologies péri-apicales

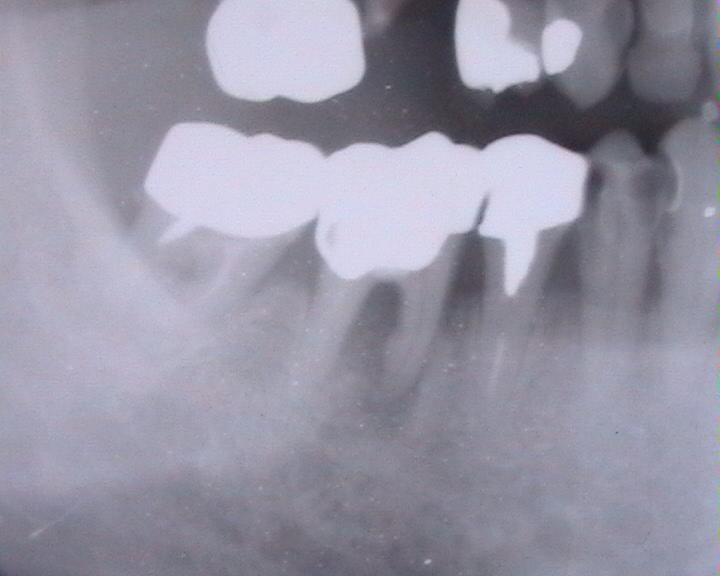
Pathologie apicale visible (racine mésiale de 46).

### Desmodontite alvéolaire chronique
Réaction chronique asymptomatique. Conséquences au niveau du péri-apex : résorption osseuse, contenant un granulome ou un kyste. Si c'est un granulome, la suppression de la cause (grâce à un traitement endodontique) suffit à la résorption de la pathologie. Si c'est un kyste, le traitement radiculaire ne suffira pas ; il faudra en plus de la chirurgie (exérèse du kyste).

### Abcès alvéolaire chronique
Aussi appelé desmodontite apicale. C'est une lésion chronique. On peut observer du pus au niveau du péri-apex. La pulpe est totalement nécrosée.

### Ostéite condensante
C'est l'ostéosclérose pulpo-périapicale qui a pour étiologie une pulpite chronique asymptomatique. Elle traduit l'hyperactivité du tissu osseux irrité. On peut la diagnostiquer radiographiquement (image périapicale radiodense). Elle disparaît lentement après un traitement canalaire adéquat.

### Abcès alvéolaire aigu
C'est une infection aiguë, sans résorption osseuse. La nécrose pulpaire est totale. L'abcès survient brutalement. Signes : sensation de dent longue, très sensible à la pression.